# Tatranské Zruby

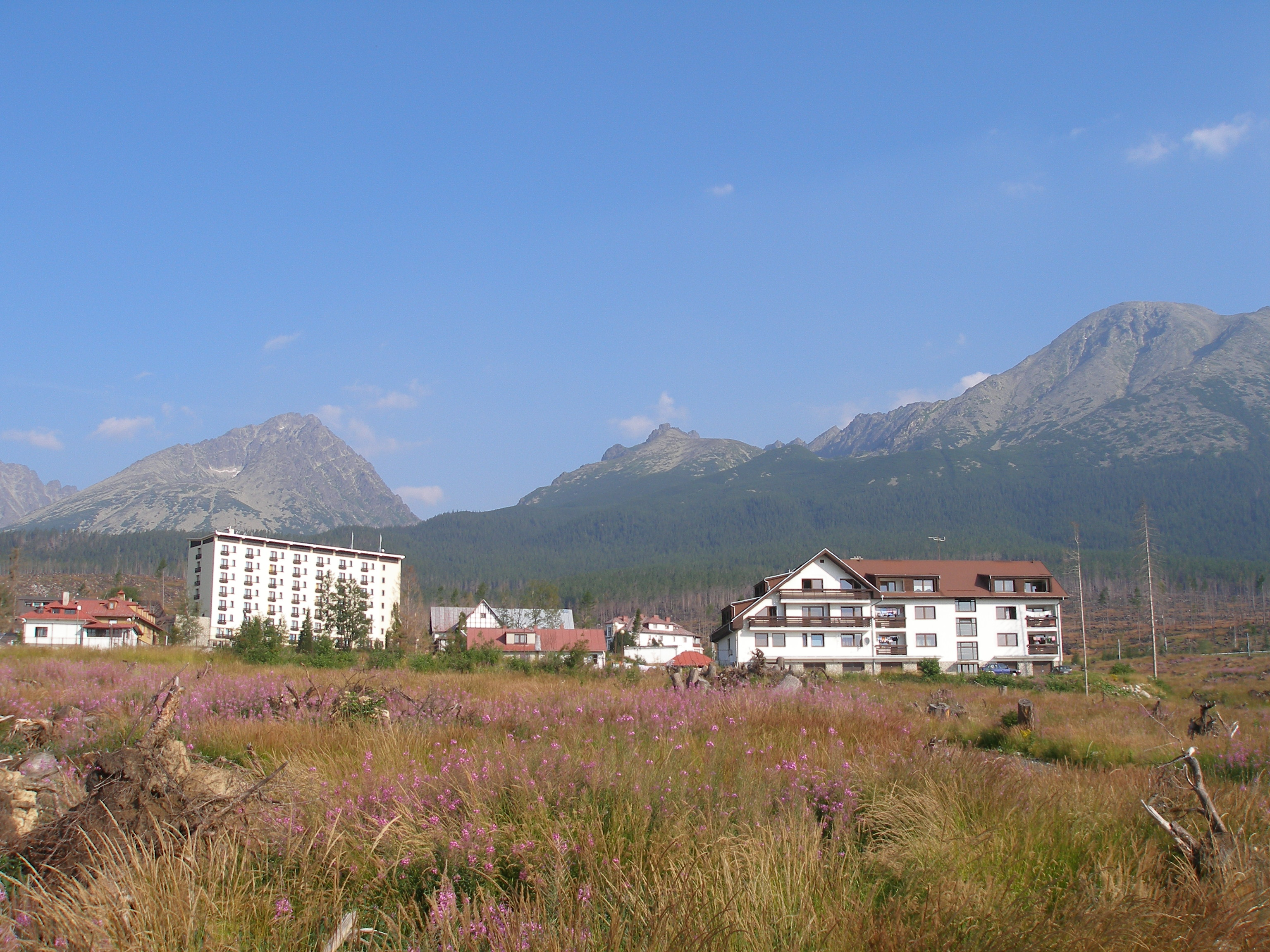
Tatranské Zruby

Wappen von Tatranské Zruby

Tatranské Zruby (deutsch Tatraheim) ist ein Stadtteil der Stadt Vysoké Tatry auf der slowakischen Seite der Hohen Tatra am südlichen Fuß von Slavkovský štít, am rechten Ufer des Baches Slavkovský potok, zwischen den Stadtteilen Tatranská Polianka und Nový Smokovec. Das Ortszentrum liegt auf einer Höhe von 1000 m n.m.
Die Siedlung entstand 1923 als Ausbildungslager für Gebirgseinheiten der Tschechoslowakischen Armee und hieß damals Vojenské Zruby (deutsch Soldatenheim). Die an den Übungen teilnehmenden Soldaten wurden häufig beim Bau von Wanderwegen und Hütten in der Hohen Tatra eingesetzt. Während des Slowakischen Nationalaufstandes lief die Garnison zu den Partisanen über, bevor sie sich angesichts der drohenden Bombardierung der Tatrasiedlungen Richtung Niedere Tatra zurückzog. Nach dem Zweiten Weltkrieg entstand hier ein modernes Erholungsgebiet für Armeeangehörige und ihre Familien. 1967 wurde ein großes Erholungsheim errichtet. Heute stehen die Unterkünfte auch der weiteren Öffentlichkeit offen.
Im Stadtteil steht ein Denkmal für 24 sowjetische Flieger und tschechoslowakische Fallschirmjäger, die dem Slowakischen Nationalaufstand zu Hilfe unterwegs waren, deren Flugzeug aber am 9. Oktober 1944 gegen das Bergmassiv von Zadný Gerlach prallte.
In Tatranské Zruby befindet sich die Haltestelle Tatranské Zruby an der Elektrischen Tatrabahn und die Bushaltestelle Vysoké Tatry, Tatranské Zruby, ferner liegt sie direkt an der Cesta II. triedy 537 („Straße 2. Ordnung“), die hier als Teil des Straßenzugs Cesta Slobody (deutsch Freiheitsstraße) gilt.